# Черномырдин, Михаил Викторович
Михаил Викторович Черномырдин (до февраля 2022 года — Погорелов; род. 4 марта 1999, Волгоград) — российский футболист.

## Биография
В 8 лет, параллельно с борьбой, стал заниматься футболом в академии «Олимпия» (Волгоград). Полгода занимался в академии московского «Локомотива», с 13 лет — в «Строгино». В сезоне 2016/17 дебютировал во второй лиге. Участник футбольного турнира летней Универсиады 2019. Перед сезоном 2019/20 был отдан в годичную аренду в «Зенит-2» СПб. В июле 2021 года перешёл в «Олимп-Долгопрудный». 28 января 2022 года подписал контракт с «Зенитом-2» до конца сезона-2022/23. 22 июля 2023 года подписал контракт с казахстанским клубом «Каспий». На следующий день в матче против «Шахтёра» Караганда дебютировал в чемпионате. До ноября в 11 матчах забил 1 мяч. С марта 2024 года — в «Динамо» Санкт-Петербург. В январе 2025 года присоединился к медиафутбольной команде 2DROTS. Дебютировал за неё в феврале в Суперкубке Медиалиги.
Жена — футболистка Маргарита Черномырдина.